# Леонов, Никифор Еремеевич
Ники́фор Ереме́евич Лео́нов (15 августа 1925, Москалёвка, Кустанайский уезд, Кустанайская губерния, Киргизская АССР, РСФСР, СССР — 17 августа 1989, Сарань, Карагандинская область) — навалоотбойщик шахты № 106 треста «Сараньуголь» комбината «Карагандауголь», Герой Социалистического Труда.

## Биография
Родился в 1925 году в селе Лединка (ныне — Аулиекольский район Костанайской области Республики Казахстан).
В 1942 году поступил в школу фабрично-заводского обучения (ФЗО) № 1 в городе Караганда Казахской ССР. С января 1943 года работал крепильщиком на шахте № 49. Следуя примеру старших товарищей, вкладывал в труд все своё старание, смекалку, и с годами сам стал рабочим высокой квалификации.
В июне 1949 года переведен на шахту № 106 треста «Сараньуголь» горнорабочим добычного участка.
Шахта была оснащена первоклассной техникой — новыми угольными комбайнами, что давало возможность резко поднять производительность труда. Но чтобы из техники выжать все, что она могла дать, нужны технически грамотные кадры. Именно такие кадры опытных горняков-механизаторов, командиров производства, организаторов цикличной работы выросли в Караганде за годы войны и послевоенных пятилеток. Набрался опыта и стал замечательным мастером угледобычи Н. Е. Леонов. В 1956 году он возглавил бригаду навалоотбойщиков. Вскоре о бригаде заговорили на шахте, а потом и во всем бассейне. Благодаря четкой организации работы на участке, бригада из месяца в месяц перевыполняла план угледобычи и выдала сверх задания в 1956 году десятки тысяч тонн сверхпланового угля.
Указом Президиума Верховного Совета СССР от 26 апреля 1957 года за выдающиеся успехи, достигнутые в деле развития угольной промышленности в годы пятой пятилетки и в 1956 году, Леонову Никифору Еремеевичу присвоено звание Героя Социалистического Труда с вручением ордена Ленина и золотой медали «Серп и Молот».
Были награждены и другие члены бригады. Воодушевленные высокой оценкой их труда горняки отлично поработали в годы семилетки (1959—1965 годы). По участку № 3, где трудилась бригада, норма выработки за семилетку составила в среднем 109,1 %. Свой богатый профессиональный опыт передавал молодым горнякам шахты, являясь наставником молодежи.
Делегат XXII съезда КПСС (1961), 8-го и 9-го съездов Компартии Казахстана, 12-го съезда профсоюзов СССР. Избирался членом Сараньского горкома Компартии Казахстана.
С 1977 года — на пенсии. Жил в городе Сарань Карагандинской области (ныне — Казахстан).
Умер в 1989 году.

## Награды
- медаль «Серп и Молот» Героя Социалистического труда (26 апреля 1957 года)
- орден Ленина (26 апреля 1957 года)
- медали, в том числе «За трудовое отличие» (28 октября 1949 года).